# Pointe de la Torche
La pointe de la Torche (Beg an Dorchenn, de son nom breton) est une presqu'île naturelle barrant l'extrémité sud-est de la baie d'Audierne, sur la commune de Plomeur, en pays Bigouden, dans le Finistère, en Bretagne. Ce promontoire garde les empreintes d'une présence humaine au mésolithique (amas coquillier) et au néolithique (tumulus). Le plan d'eau est très fréquenté par les amateurs de sports de glisse, tel que le surf et le kitesurf.

## Géographie
Du côté nord de la presqu'île s'étire la plage de Tréguennec, qui se prolonge sur plusieurs kilomètres tout au long de la baie, jusqu'à la plage de Tronoan (Tronoën) et même plus loin jusqu'à Plozevet ; du côté sud-ouest, se trouve la plage de Pors Carn (commune de Penmarc'h), prolongée jusqu'à Saint-Guénolé, où se trouve le musée de la Préhistoire finistérienne, témoin de l'existence très ancienne d'une activité humaine dans le pays.

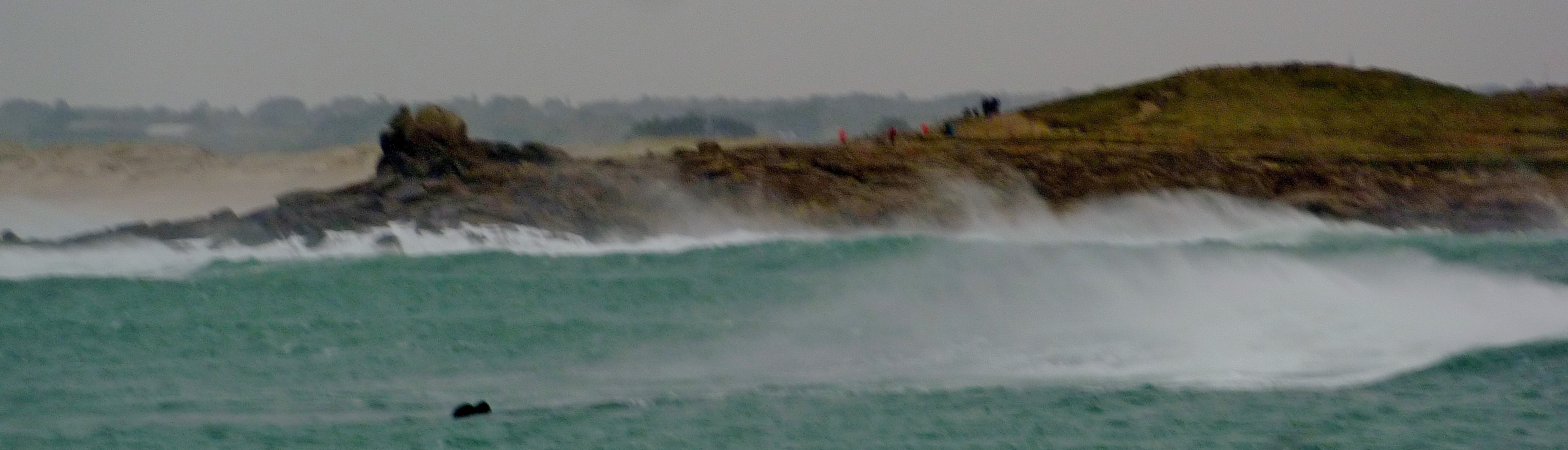
La pointe de la Torche dans la tempête vue de la pointe de Pors Carn.

La houle déferlante et les courants violents rendent parfois la mer très dangereuse aux abords de la pointe de la Torche.

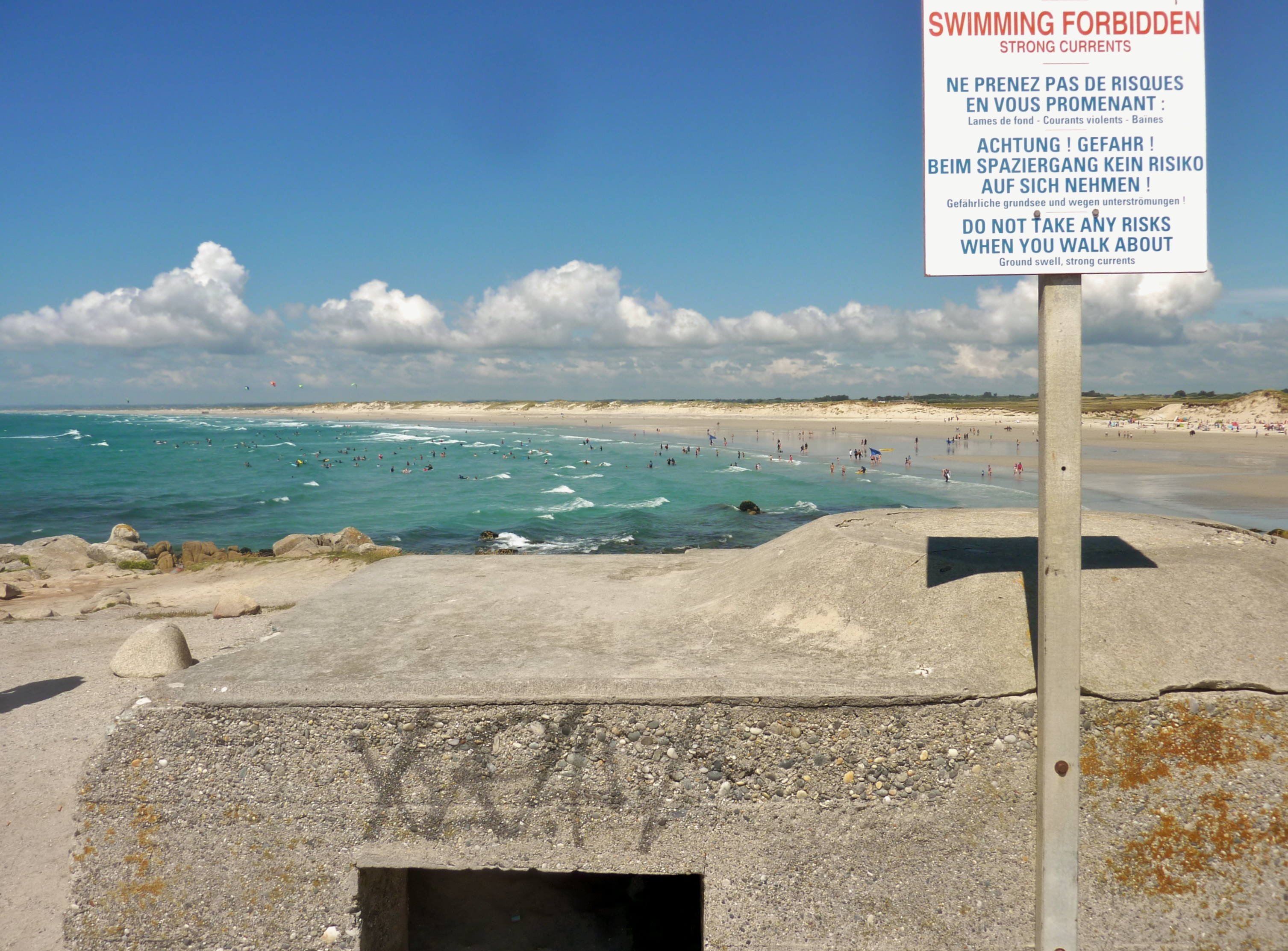
La plage de Tronoan vue de la Pointe de la Torche.

La presqu'île fait partie, depuis le décret du 12 avril 1989, du site naturel classé que constitue la baie d'Audierne, de Plovan à Saint-Guénolé.

### Géologie
Sur le plan géologique, la pointe fait partie du domaine sud armoricain du Massif armoricain marqué par le cisaillement sud-armoricain. Cette immense faille se manifeste essentiellement par des roches magmatiques de type granite armant les reliefs qui constituent les contreforts du haut pays bigouden.

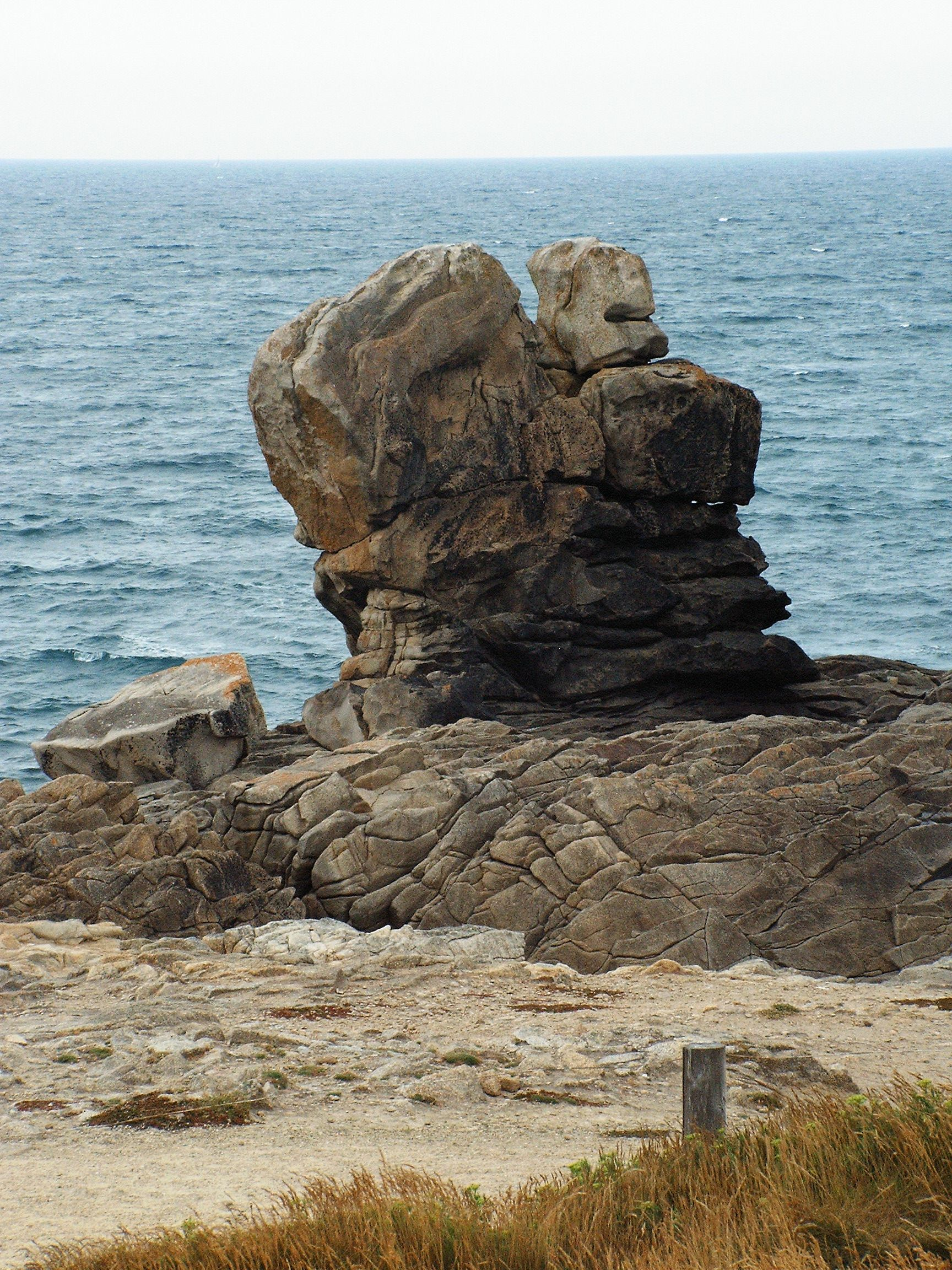
Rocher à la Pointe de La Torche.

Marquant pratiquement l'extrémité sud de la baie d'Audierne, la pointe de la Torche est constituée de leucogranite dit de Pont-l'Abbé. Ce leucogranite est un granite de teinte claire à deux micas (biotite et muscovite) ; il est le plus souvent à gros grain, mais peut aussi présenter un aspect plus feuilleté ou être fissuré par des diaclases, donnant alors à cause de l'érosion des rochers aux formes spectaculaires, comme aussi ceux de Saint-Guénolé en Penmarch.

### Érosion et réhabilitation du site
Par endroits, à proximité de la Pointe de la Toche, le trait de côte a reculé jusqu'à 35 mètres entre 2014 et 2021 ; le recul de la dune a laissé apparaître une décharge sauvage (dans la décennie 1960, les déchets des communes de Plomeur et des alentours étaient enfouis là, dans une ancienne carrière de sable). En mars 2021, ces déchets ont été en partie évacués. Mais le recul de la dune qui se poursuit fait apparaître de nouveaux détritus (carcasses de voiture, pneus, gravats, etc..). Grâce au plan de résorption des décharges littorales lancé en 2022 par le président de la République, une purge complète du site commence en septembre 2023 ; plus de 140 tonnes de déchets sont extraits, mêlés à environ 1 000 m3 de sable, lequel est minutieusement trié par deux cribleurs avant d'être remis en place pour refaçonner la dune à l'identique. Ces travaux d'effacement de l'ancienne décharge sauvage et de réhabilitation du site, situé  en  zone Natura 2000, ont été achevés en février 2024.

## Toponymie
Torchenn signifie « coussin », et torgenn « tertre, éminence, hauteur, colline ». Beg an Dorchenn pourrait donc se traduire par « la pointe du coussin », tandis que Beg an Dorgenn voudrait dire « la Pointe du tertre ». Le nom est improprement traduit en « Pointe de la Torche ».

## Histoire

### Préhistoire

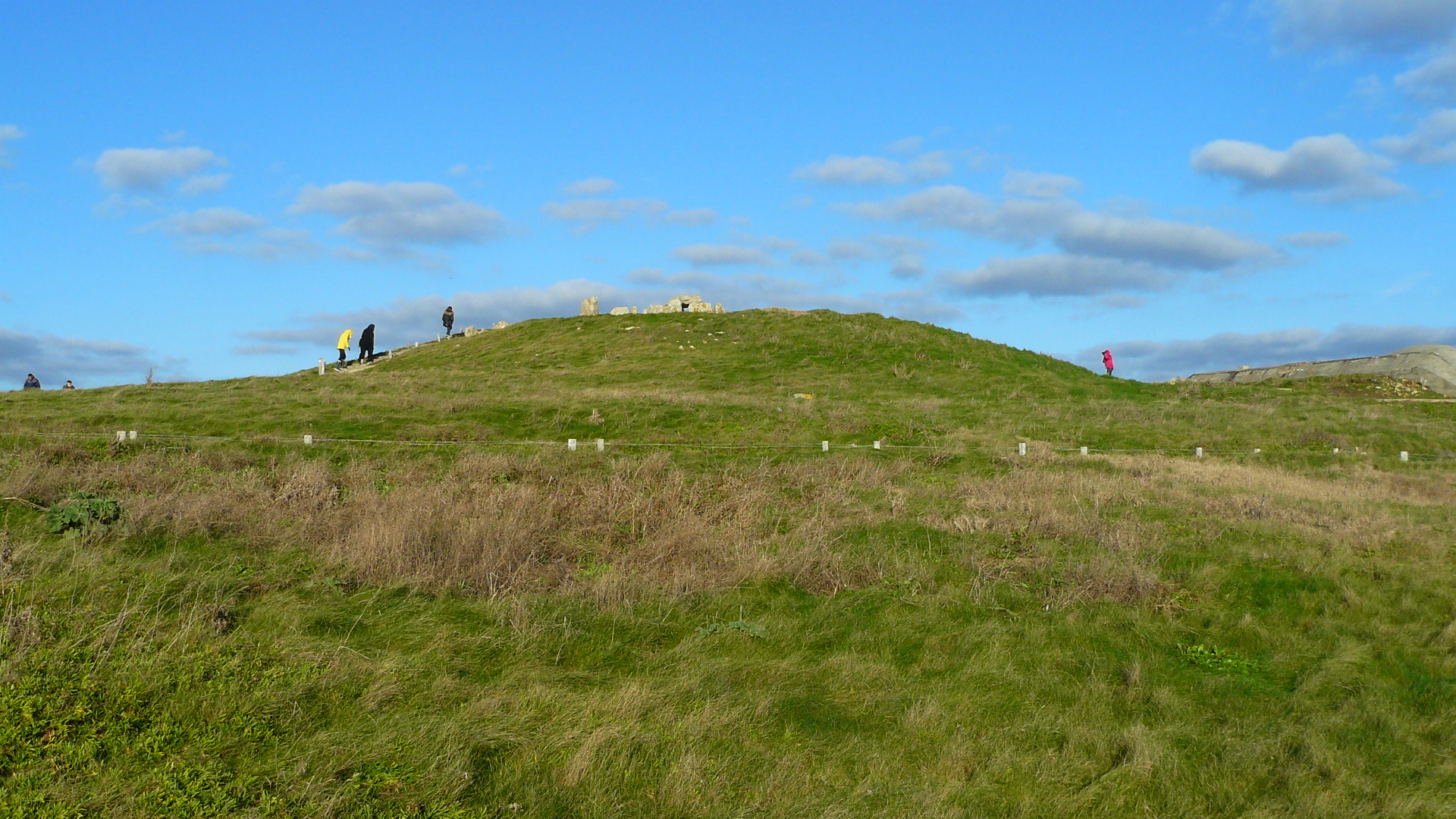
Le tumulus de la pointe de la Torche et, à son sommet, le dolmen.

Le promontoire est longuement fréquenté au mésolithique, où le niveau de la mer est plus bas qu'aujourd'hui. Les occupants ont laissé là un important amas coquillier, qui a pratiquement disparu du fait de l'érosion et des fouilles. Ces hommes se nourrissaient d'huîtres, de palourdes, de coques, de bigorneaux, de berniques, et aussi de crabes, de poissons, de coquilles Saint-Jacques, de peignes et de couteaux. Ils étaient par ailleurs des chasseurs de sanglier et de cerf. On a trouvé des traces de foyers, d'outils et d'une structure d'habitation.

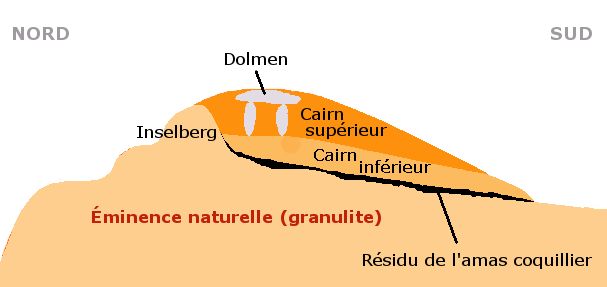
Coupe nord-sud du promontoire et du tumulus. Les deux cairns sont adossés au nord à un inselberg.

Bien plus tard, un tumulus comportant deux cairns superposés est érigé au sommet du promontoire granitique. Le cairn supérieur contient deux monuments mégalithiques :
- un dolmen du néolithique moyen, à couloir et à deux compartiments latéraux, où l'on a trouvé des ossements humains datés entre 4500 et 4090 avant notre ère[15] ;
- « une sorte de couloir-allée couverte[16] » du néolithique final[12], qui prolonge sur le versant oriental le court couloir du dolmen.

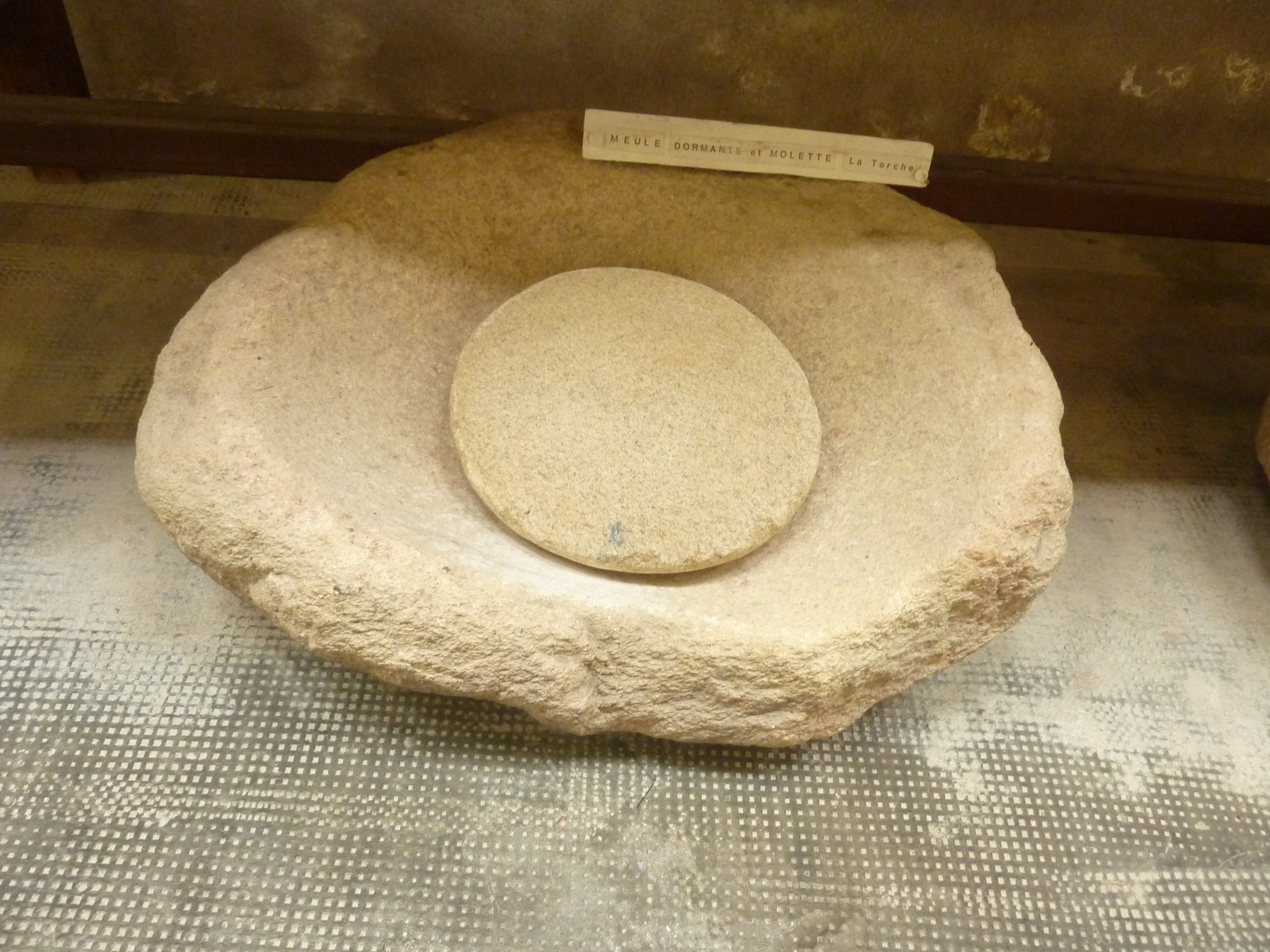
Meule dormante (partie fixe) et molette trouvées sur le site de La Torche (Musée de la préhistoire finistérienne de Penmarc'h).

Écrêté, le tumulus laisse aujourd'hui apparaître les deux monuments.

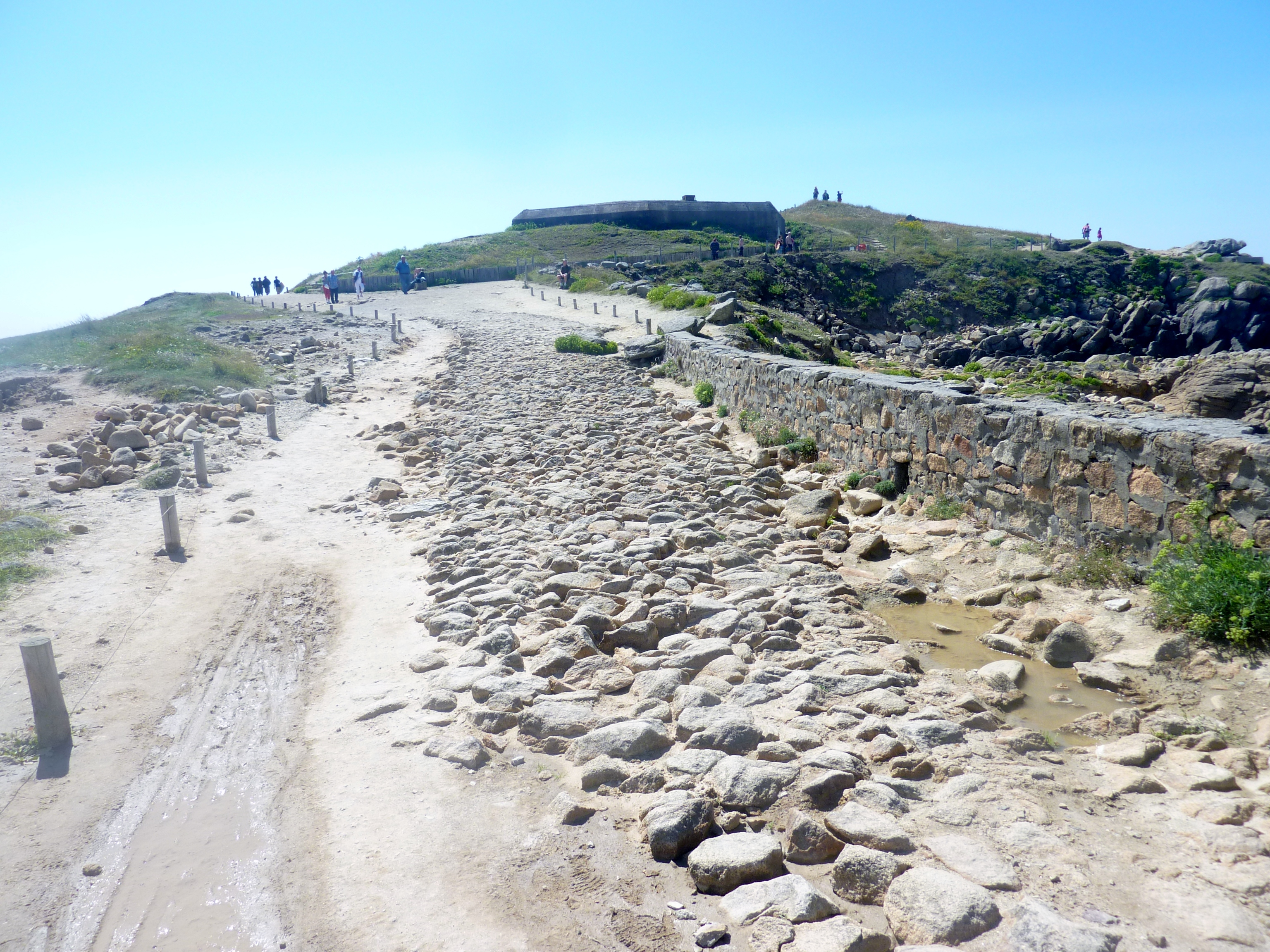
L'ancien chemin d'accès, modifié par les Allemands pendant la Seconde Guerre mondiale, menant à la Pointe de la Torche, dont le tumulus est visible à l'arrière-plan ; on aperçoit les pierres du cairn inférieur, qui descend assez loin vers l'est. En arrière-plan, le cairn supérieur.

### Révolution française
Le 23 août 1794 la frégate française Volontaire et les corvettes l' Espion et l' Alerte furent attaquées par une escadre de six bateaux anglais. La Volontaire parvint à s'échouer volontairement près de la Pointe de la Torche et son épave a été retrouvée en 2020 dans la baie de Pors Carn près de Penmarc'h ; l' Alerte et l' Espion s'échouèrent sur le récif de la Gamelle au sud du port d'Audierne ; l' Espion parvint à se déséchouer ; par contre l' Alerte n'y parvint pas et son épave gît près du récif de la Gamelle.

### LeXIXesiècle
La Pointe de la Torche a toujours nourri l'imagination des hommes et des récits fantasmés dont la réalité historique est douteuse, notamment à propos de l'existence de naufrageurs ; par exemple en 1892, un auteur inconnu signant sous le pseudonyme de Paracelse écrit :

« Pendant les nuits d'hiver, lorsque le vent de tempête pousse les navires à la côte, on rencontre, allant par bandes de six à huit, toujours armés de leurs terribles crocs à goémon, « ceux de la Palud de Tréguennec » ; ils espèrent les épaves humaines le long du Pors-Carn, cachés entre les rochers de cette pointe de la Torche (...). C'est là qu'opéraient les naufrageurs dont ces brigands sont les dignes fils. Ils attachaient des lanternes aux cornes de leurs vaches ; la démarche oscillante des animaux faisait prendre aux navigateurs égarés ces falots pour les feux de quelque navire à l'ancre secoué par le roulis. D'autant que la pointe de la Torche s'avance invisible dans l'immense baie d'Audierne et que, doublant le cap de Penmarch, les marins croyaient arriver dans un port sûr où étaient mouillés des bateaux. C'est pourquoi entre la pointe de Pen'march et la pointe de la Torche, la baie s'appelle Pors-Carn, le port à la charogne où, comme ancre de salut, les malheureux, leur navire brisé sur les rochers, trouvaient le croc des pêcheurs de goémon. Au sommet de la pointe de la Torche se voit un corps de garde, aujourd'hui en ruine, élevé pour mettre obstacle à ces brigandages. Aussi les descendants des anciens naufrageurs ont-ils encore fort mauvaise réputation ; s'ils n'allument plus de feux homicides, ils errent toujours la nuit sur la grève du Pors-Carn, et en plein jour il ne fait pas bon de s'aventurer sans un bon fusil dans la Palud de Tréguennec, surtout si l'on a quelque bijou apparent. Il faut se tenir sur ses gardes vis-à-vis de grands gars de vingt ans, qui viennent à vous dans ces solitudes le croc d'une main, tendant l'autre pour demander sans rougir or guennec, un sou. Qui défendra le voyageur égaré dans ce désert ? Il ne faut pas cinq minutes pour creuser dans le sable de la grève une tombe de six pieds, et dans un quart d'heure, la marée montante aura tout nivelé ! »

### Les naufrages
Les environs de la Pointe de la Torche ont connu des naufrages. Par exemple le 3 décembre 1918 le cargo charbonnier P. L. M. 9, immatriculé au Havre, un vapeur de 3 150 tonneaux, venant de Saint-Nazaire, talonne les roches de Basse Pennoza à deux milles au sud-est du Guilvinec ; le capitaine tente en vain de gagner l'anse de Pors Carn, mais son navire coule en face de la Pointe de la Torche le 5 décembre 1918 ; l'équipage fut sain et sauf.

### La Seconde Guerre mondiale

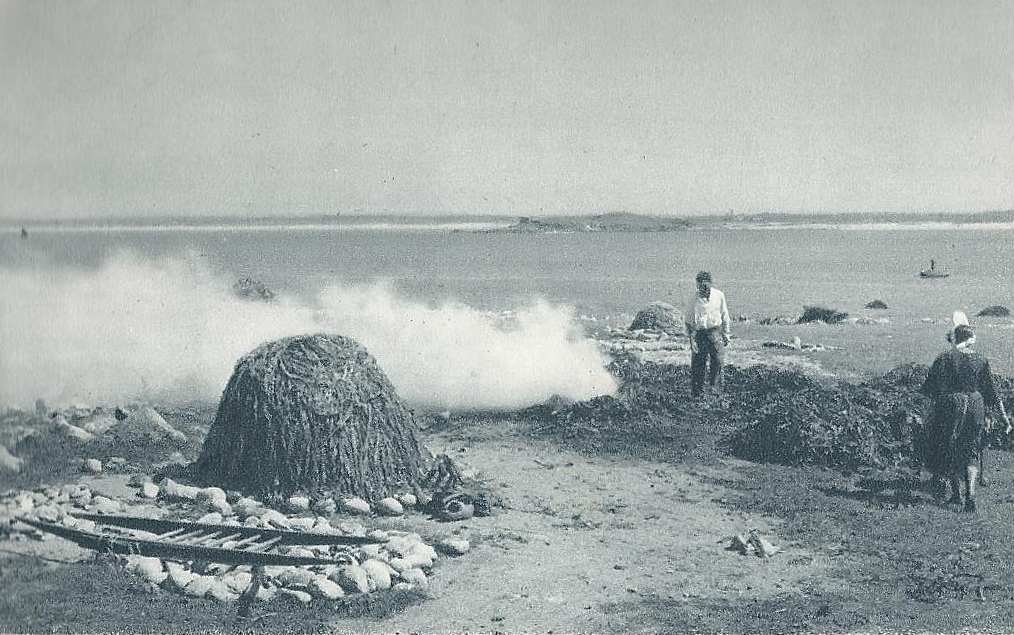
Brûleurs de goémon dans l'anse de la Torche (photographie de 1944)

Au cours de la Seconde Guerre mondiale, les Allemands construisent là des blockhaus, endommageant le dolmen. L'un des blockaus est, jusque dans les années 1980, un refuge de SDF. Il est aujourd'hui transformé en poste de secours.

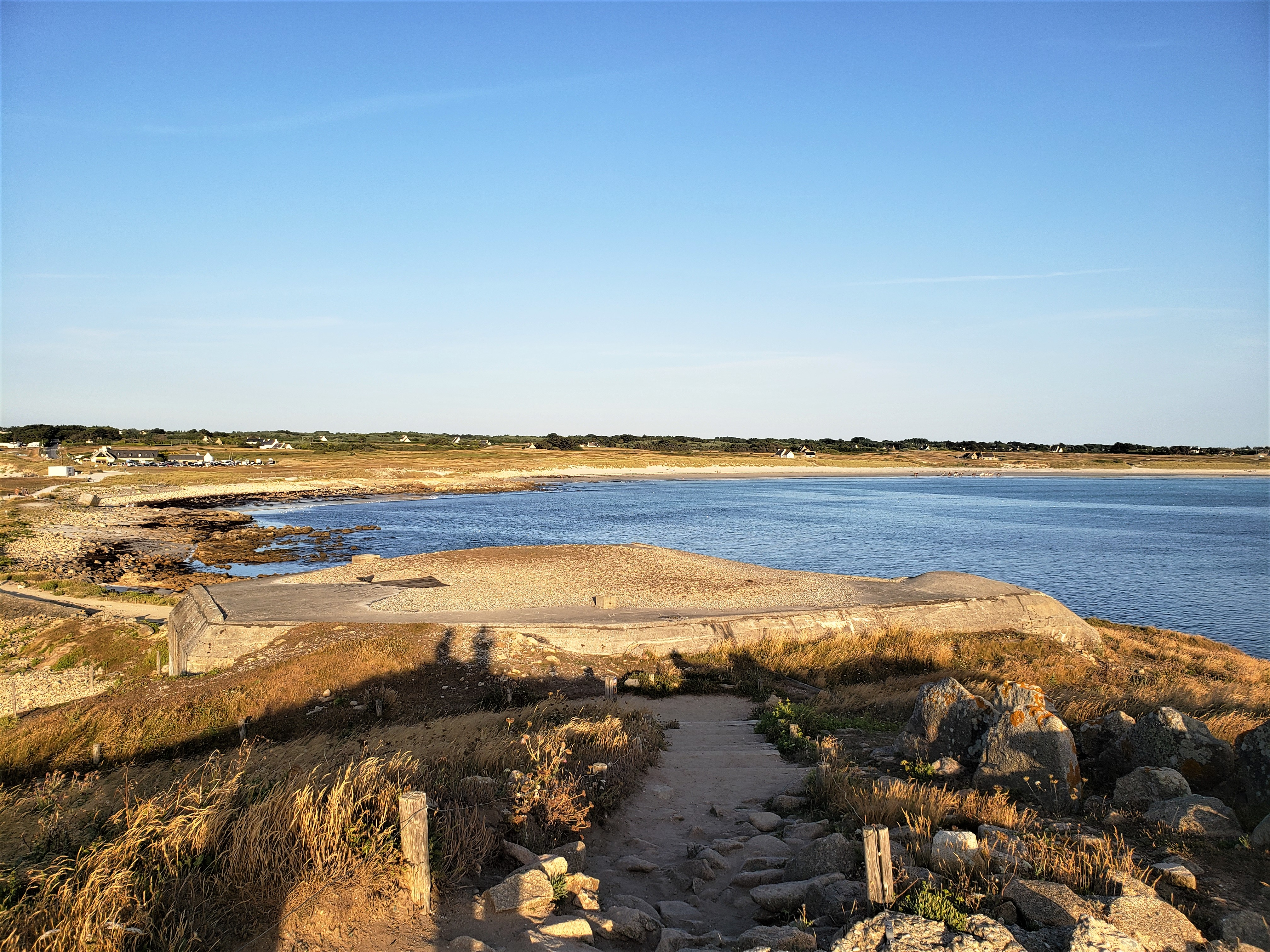
Bunker allemand à la Pointe de La Torche.

La presqu'île est classée monument historique par arrêté du 13 juin 1960.

### Les épaves en mer
De nombreux navires, au fil des siècles, ont sombré dans le voisinage de la Pointe de la Torche. Parmi eux La Calliope, un trois-mâts corvette de 39 m de long et 9,7 m de largeur, disposant de 32 canons (24 canons de huit livres et 8 canons de quatre livres), construite à Honfleur en 1791, montée par un équipage d’environ 220 hommes, qui escortait un convoi de 18 navires français, est attaqué le 16 juin 1797 au large de Penmarc’h par des frégates anglaises et, après huit heures de bataille, son capitaine, le lieutenant Deshayes, doit se résoudre  à ordonner à l’équipage l’évacuation du navire après y avoir mis le feu. L’épave, découverte vers 1980, gît à sept mètres de profondeur devant la Pointe de la Torche, à proximité de celle du V720, un chalutier armé par les Allemands et coulé en 1944 par des avions britanniques et canadiens.
L'épave du Volontaire a été retrouvée en 2020 et identifiée officiellement en 2021 dans la baie de Pors Carnau sud de la Pointe de la Torche.

## Loisirs

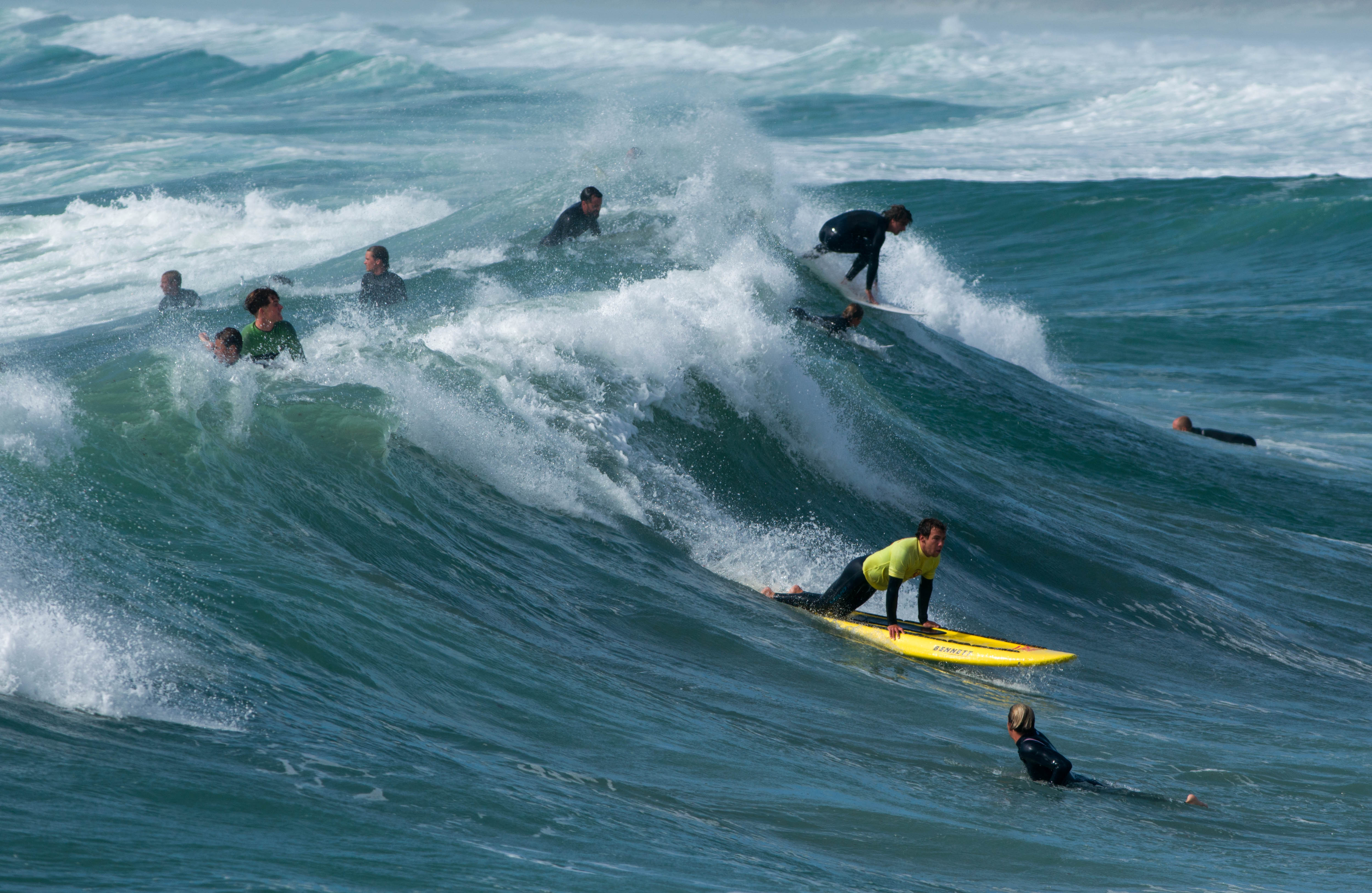
Surfeurs à la Torche

La Torche est un haut lieu très visité permettant des activités de sports de glisse et de voile, notamment le surf, la planche à voile, le kitesurf, le wave-ski, le bodyboard et le char à voile sur la plage plate et immense .
Il s'y pratique aussi la pêche au bar et aux poissons plats (sole, turbot, etc.).

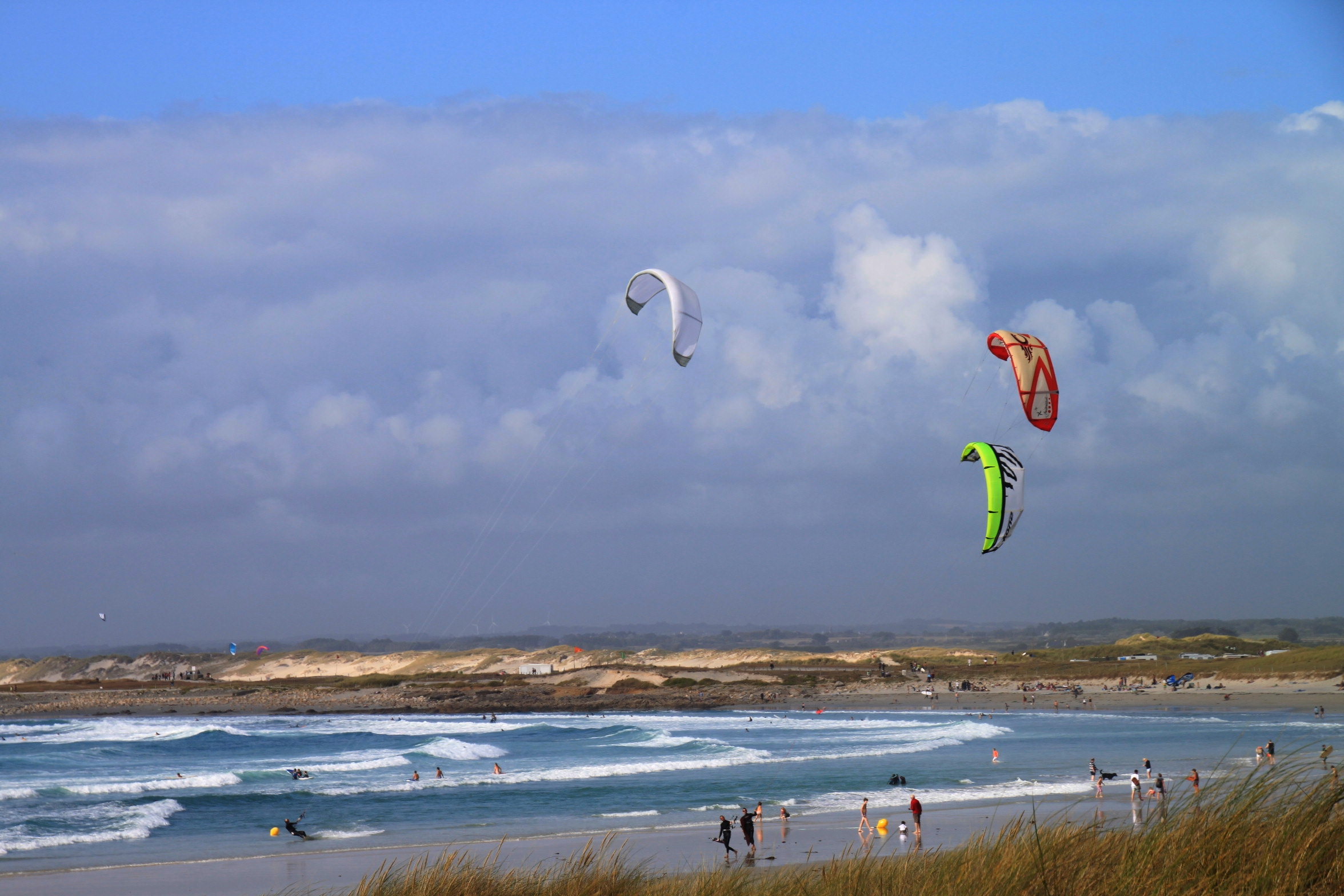
Kitesurf sur la plage de Pors-Carn près de la Pointe de La Torche.

Pendant longtemps (années 1980-90), le spot de la Torche a été mondialement connu pour la pratique de la planche à voile, accueillant notamment la coupe du monde de funboard en 1986. Depuis les années 2000, les windsurfers laissent de plus en plus place aux surfeurs, tels que Thomas Joncour, vice champion d'Europe, Ian Fontaine, 4e au championnat mondial Junior, ou encore Gaspard Larsonneur.

## Ornithologie
La pointe de la Torche abrite en été une colonie nicheuse de guêpiers d'Europe, la seule de Bretagne.

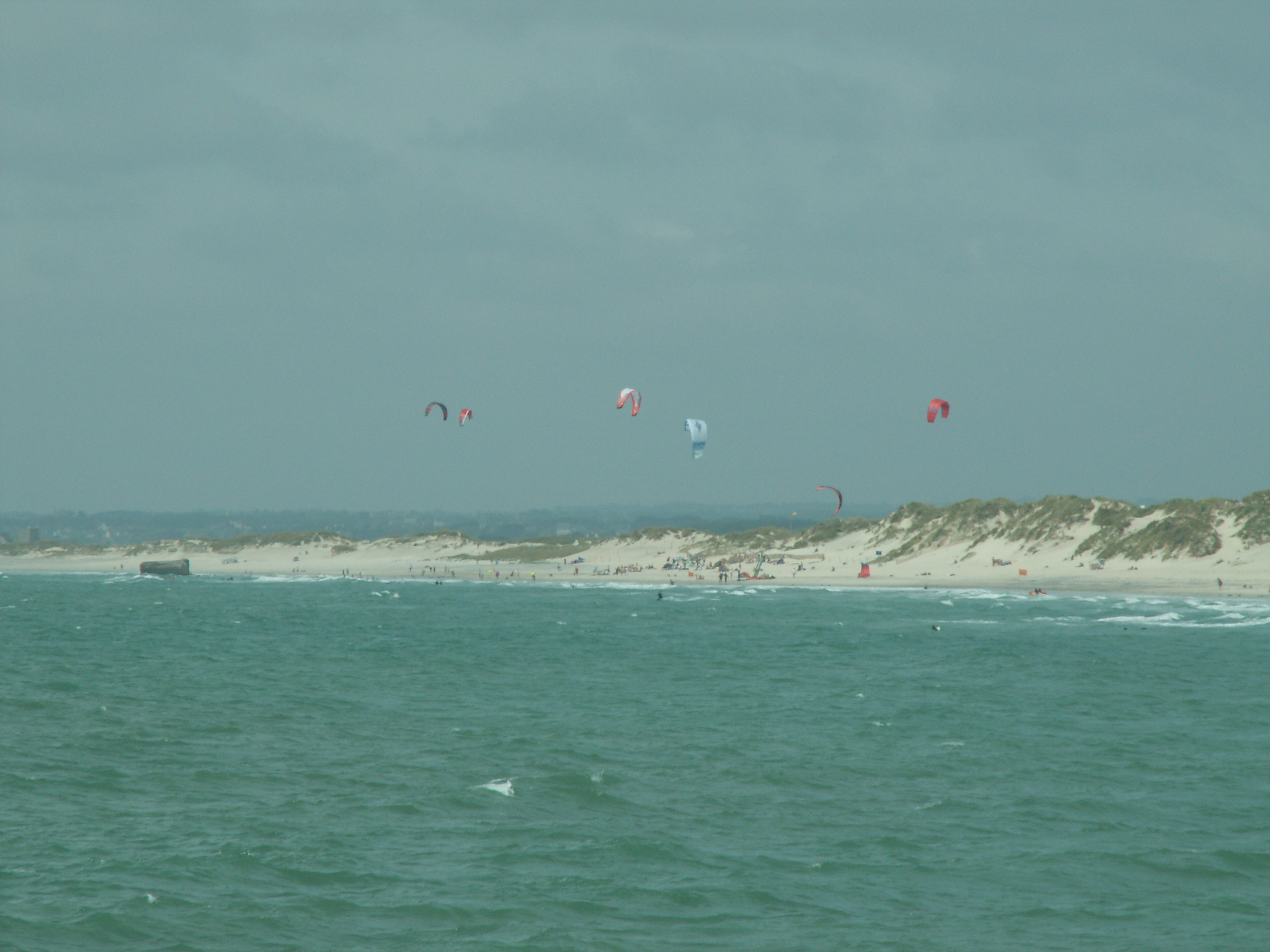
Plage et dunes de la torche.
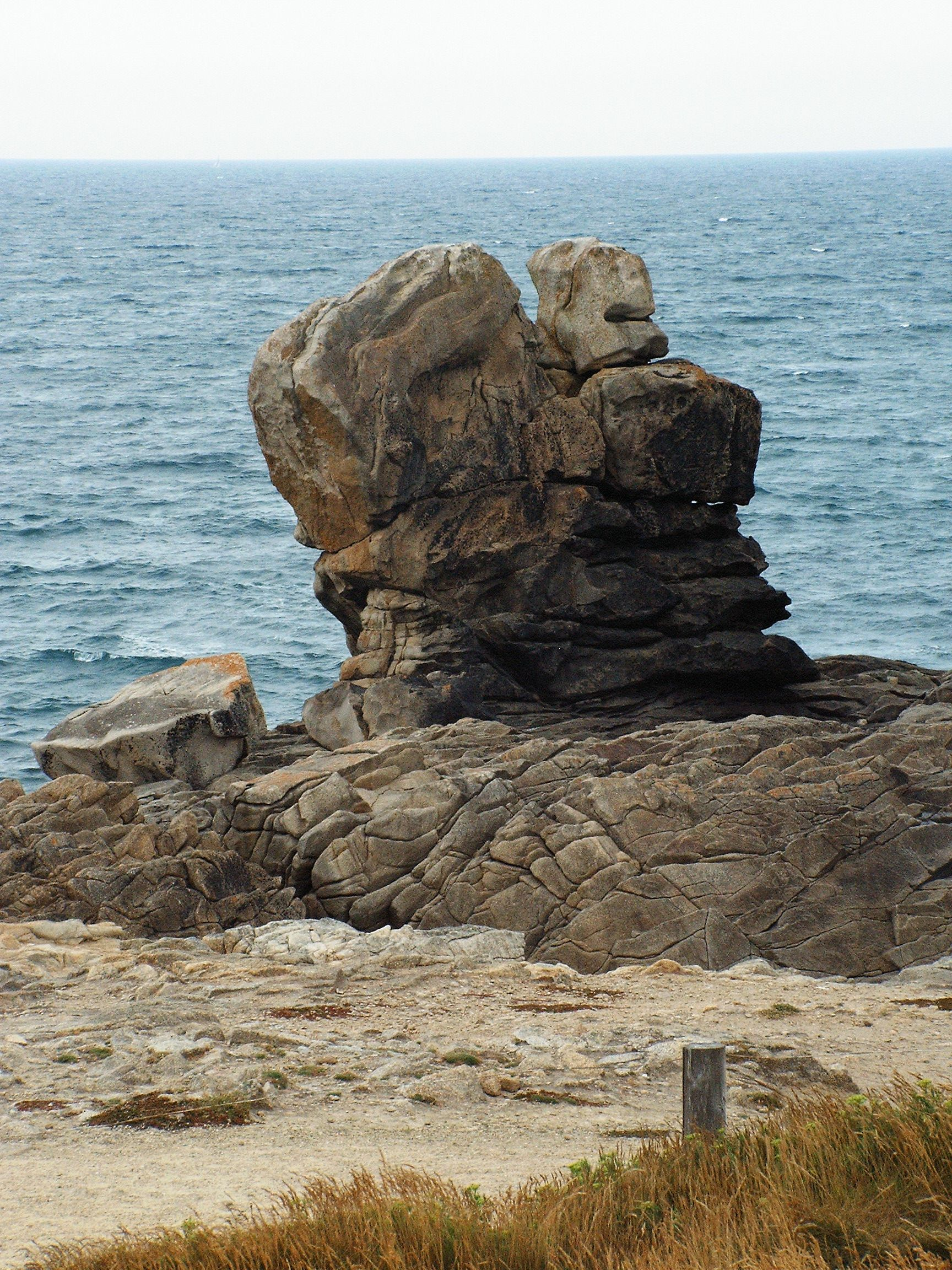
Rocher dit « le Veilleur ».
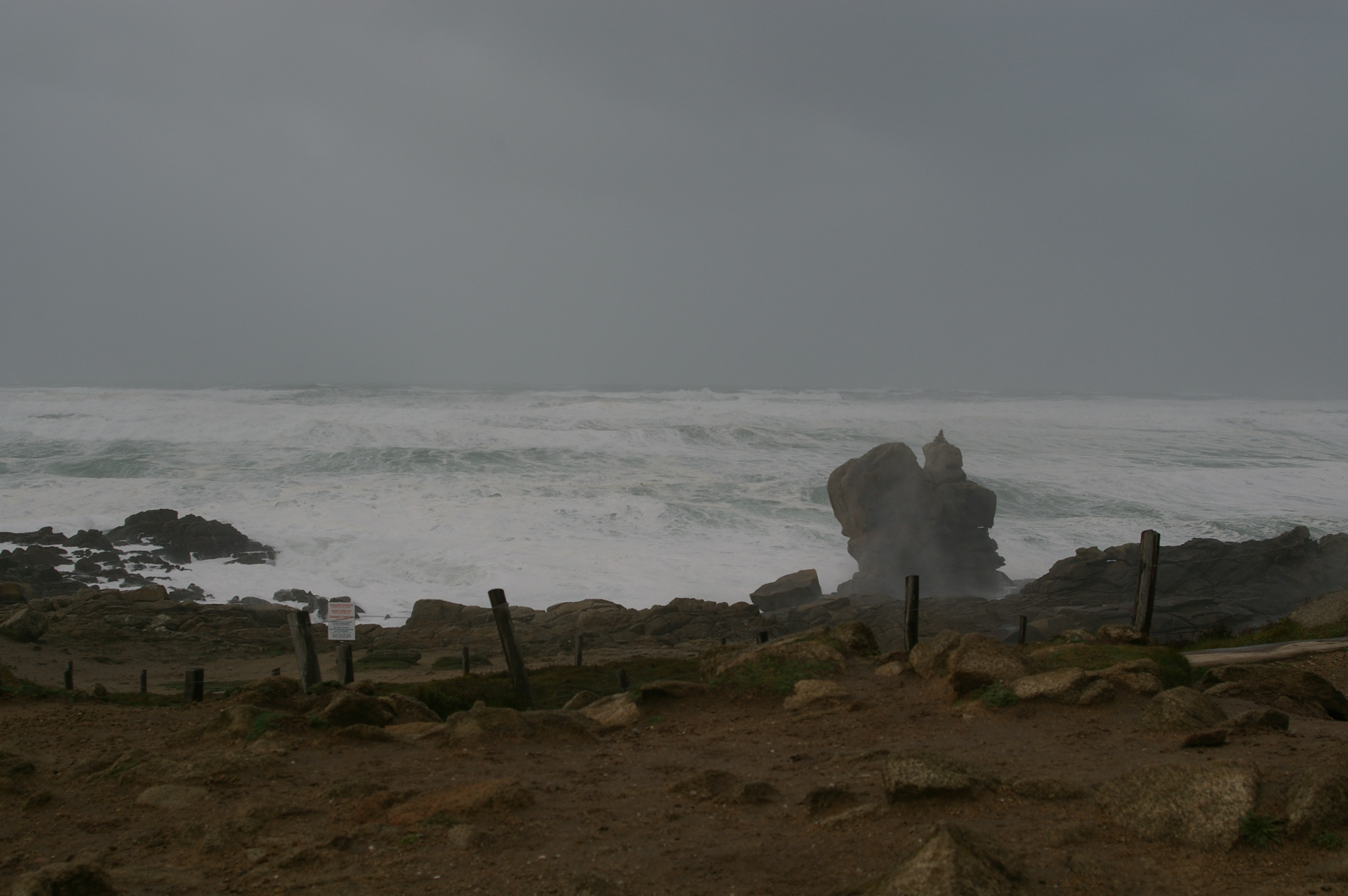
« Le Veilleur », un jour de tempête.